# Pekka Myrberg
Pour les articles homonymes, voir Myrberg.
Pekka Juhana Myrberg (30 décembre 1892, Vyborg - 21 juillet 1976, Helsinki) est un mathématicien finlandais connu pour avoir développé le concept de doublement de période (period-doubling bifurcation (en)),, dans un article publié en 1954 suivi d'autres articles. Le concept a été repris et développé ensuite par Mitchell Feigenbaum dans les années 1970.

## Biographie
Myrberg obtient son doctorat en 1916 à l'Université d'Helsinki sous la supervision d'Ernst Leonard Lindelöf avec une thèse intitulée  Zur Theorie der Konvergenz der Poincaré´schen Reihen. Il commence sa carrière en enseignant dans un lycée, puis devient en 1921 professeur « extraordinarius » et en 1926 professeur titulaire à l'Université d'Helsinki. En 1952, il en devient recteur et de 1952 à 1962 il est chancelier de l'Université d'Helsinki. En 1962, il prend sa retraite en tant que professeur émérite, mais il continue à publier des articles de mathématiques jusque dans les années 1970.

## Contributions
Dans les années 1950, Myberg publie plusieurs articles fondamentaux sur l'itération des fonctions rationnelles (en particulier de fonctions quadratiques) dans Annales Academiæ Scientiarum Fennicæ Mathematica 1958, 1959, 1963, Journal de mathématiques pures et appliquées 1962. Ses recherches ravivent l'intérêt pour les résultats de Gaston Julia et Pierre Fatou publiés au début du XXe siècle.
Kaarlo Virtanen est un de ses élèves.